# Conrad III de Hohenstaufen
Pour les articles homonymes, voir Conrad III.
Conrad III, né vers 1093 et mort le 15 février 1152 à Bamberg, est un prince de la maison de Hohenstaufen, fils du duc Frédéric Ier de Souabe et d'Agnès de Franconie. Nommé duc en Franconie en 1116, il est le premier membre de la dynastie à avoir été élu roi des Romains. D'abord, dès 1127, il est antiroi contre Lothaire de Supplinbourg puis, à partir de 1138, unique souverain. Il règne sur le Saint-Empire romain jusqu'à sa mort sans jamais avoir été couronné empereur.
L'ascension des Hohenstaufen est liée à l'extinction de la dynastie franconienne en 1125. Le frère aîné de Conrad, Frédéric II de Souabe, ne réussit pas à prendre la succession de l'empereur Henri V sur la base de son lien de parenté avec le défunt souverain. Les princes, toutefois, réaffirment leur droit électoral et ils désignent Lothaire, le duc de Saxe. Conrad se fait promulguer antiroi en 1127, et déclenche un combat armé à long terme. À la suite de la mort de Lothaire, il s'impose dans l'élection de 1138 face à son rival le duc Henri X de Bavière. Néanmoins, le conflit entre les Hohenstaufen et la dynastie des Welf est profond et durable.
De 1147 à 1149, Conrad participe à la deuxième croisade qui s'achèvera par un échec total. Pour la première fois depuis 962, un souverain du Saint-Empire n'a pas pu obtenir la dignité impériale. 

## Biographie
Conrad est le second fils de Frédéric Ier de Hohenstaufen, duc de Souabe, et de son épouse Agnès de Franconie, fille de l’empereur Henri IV. Il est donc, par sa mère, le neveu de l'empereur Henri V. Il reçoit le titre de duc de Franconie vers 1116 et le conserve jusqu'à sa mort.
À la mort d'Henri, en 1125, Conrad et son frère aîné Frédéric le Borgne sont candidats à la succession impériale, mais c'est le duc de Saxe Lothaire de Supplinbourg qui remporte les suffrages des électeurs. Pour avoir contesté l'élection de Lothaire, Frédéric est mis au ban de l'Empire, mais il parvient à réunir suffisamment de soutiens pour faire élire Conrad antiroi le 18 décembre 1127 à Nuremberg. Conrad franchit les Alpes pour être sacré roi d'Italie par l'archevêque de Milan Anselme V de Pusterla (en). Il finit par se soumettre à Lothaire en 1133.
Bien que Lothaire ait désigné le duc de Saxe Henri le Superbe comme successeur, les électeurs choisissent Conrad après sa mort, le 4 décembre 1137. Il est sacré roi de Germanie par le légat pontifical Dietwin le 7 mars 1138 à Aix-la-Chapelle. Henri le Superbe ayant refusé de se soumettre, il est mis au ban de l'Empire et ses domaines sont redistribués : Albert l'Ours reçoit la Saxe et Léopold IV de Babenberg reçoit la Bavière. En 1142, après une révolte des Saxons, restés fidèles à la dynastie des Welf, Conrad accepte de restituer la Saxe à Henri le Lion, fils d'Henri le Superbe, mort en 1139.
Conrad participe à la deuxième croisade. Il part de Ratisbonne en mai 1147, rencontre l'empereur Manuel Ier à Constantinople, mais ses troupes sont anéanties à Dorylée, en Asie Mineure, le 25 octobre. Il rejoint le roi de France Louis VII et part pour Saint-Jean-d'Acre au printemps 1148. L'échec du siège de Damas, au mois de juillet, incite le roi à prendre le chemin du retour. Il repart pour Constantinople le 8 septembre.
Jamais sacré empereur, Conrad utilise le titre de « roi des Romains » jusqu'à sa mort. Lorsque son fils aîné Henri Bérenger trouve la mort, en 1150, il désigne son neveu Frédéric Barberousse pour lui succéder.

## Mariages et descendance
Conrad III épouse en premières noces Gertrude de Comburg (en) (morte vers 1130-1131), fille du comte Henri de Rothenburg. Ils ont au moins deux filles :
- Berthe, abbesse d'Erstein en 1153 ;
- Gertrude.

Veuf, Conrad III se remarie avec Gertrude de Sulzbach, fille du comte Bérenger Ier de Sulzbach (en). Ils ont au moins deux fils :
- Henri-Bérenger (1136/1137-1150), élu co-roi de Germanie le 13 mars 1147 à Ratisbonne ;
- Frédéric IV (1144/1145-1167), duc de Souabe.